# Direito ao armamento
Direito ao armamento, ou mais formalmente direito de manter e portar armas ("right to keep and bear arms" em inglês), encaixa-se na definição de  qualquer direito à posse, porte e uso de armas de fogo para autodefesa garantido por um Estado. Poucos países reconhecem tais direitos e os garantem a nível estatutário e menos países ainda a nível constitucional. Um exemplo de país onde a posse e porte de armas é um direito constitucional são os Estados Unidos, conforme a Segunda Emenda.

## Antecedentes
A Declaração de Direitos de 1689 permitiu aos cidadãos protestantes da Inglaterra "ter armas para sua defesa adequadas às suas condições e conforme permitido por lei" e restringiu a capacidade da Coroa Inglesa de ter um exército permanente ou de interferir no direito dos protestantes de portar armas "quando os papistas eram armados e empregados contrariamente à lei" e estabeleceu que o Parlamento, e não a Coroa, poderia regulamentar o direito de portar armas.
Sir William Blackstone escreveu no século XVIII que o direito de ter armas era auxiliar do "direito natural de resistência e autopreservação" sujeito à adequação e permissão por lei. O termo da língua inglesa "arms", conforme usado nos anos 1600, refere-se ao processo de se equipar para a guerra. Hoje em dia, é comumente usado como sinônimo de arma.
A inclusão deste direito em uma constituição escrita é incomum. Em 1875, 17% das constituições incluíam o direito de portar armas. Desde o início do século XX, "a proporção tem sido inferior a 9 por cento e está caindo". Em um artigo intitulado "Os direitos das armas dos EUA são verdadeiramente excepcionalistas americanos", uma pesquisa histórica e uma análise comparativa das constituições que datam de 1789, Tom Ginsburg e colegas "identificaram apenas 15 constituições (em nove países) que já incluíram uma declaração explícita do direito de portar armas. Quase todas essas constituições foram na América Latina, e a maioria era do século XIX".

## Países que reconhecem o direito de manter e portar armas

### Américas

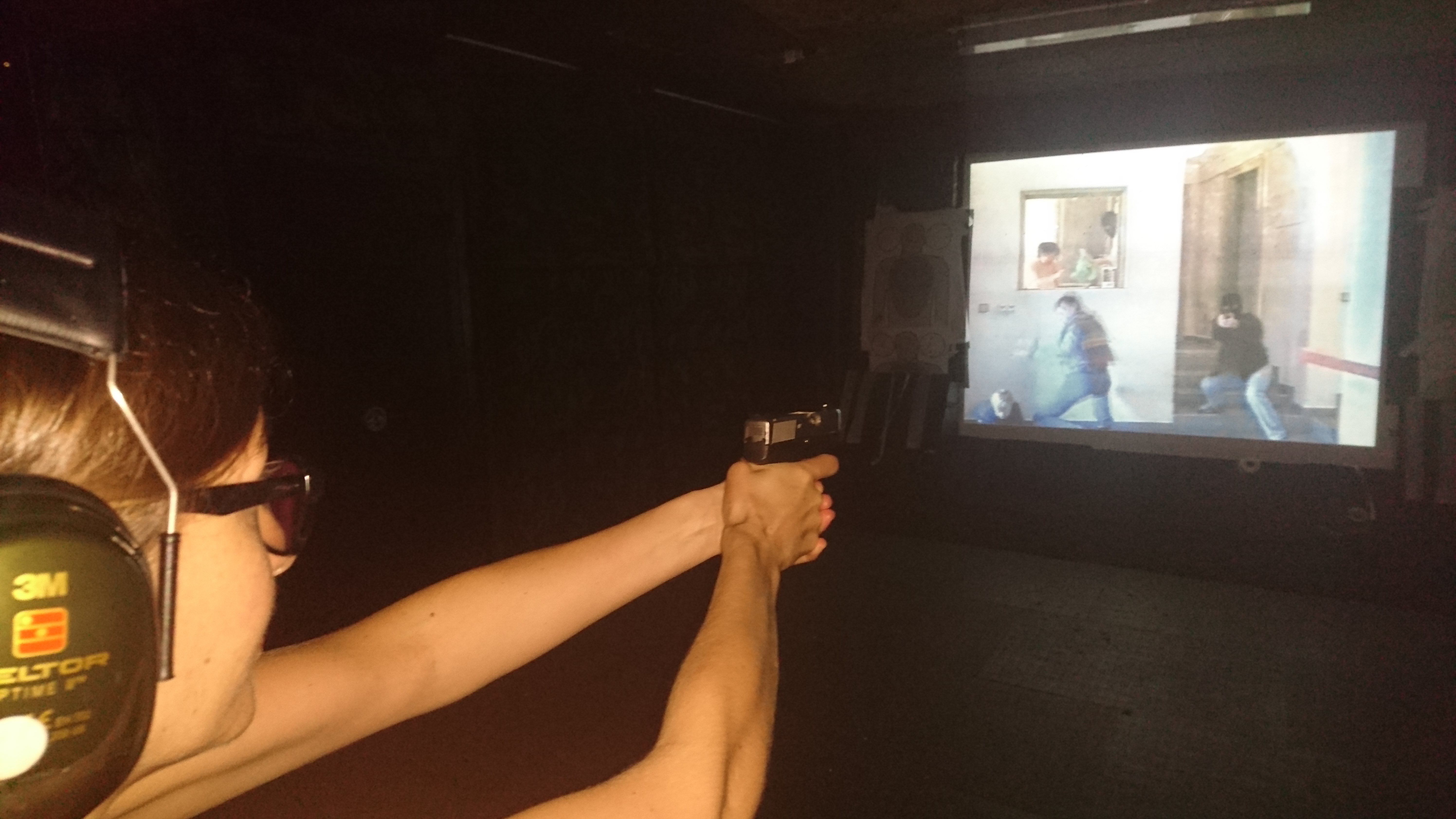
Mulher treinando uso de armas defensivas em cenários reais com munição real em um estande de tiro em Praga, na República Tcheca.

- Estados Unidos[7]
- Guatemala[9]
- Honduras [10]

### Europa
- República Tcheca[11]
- Itália[12][13]
- Suíça[14]
- Reino Unido[15]

### Outros
- Países sob a Xaria[16]
- Iêmen[17]